# Луїс Ісмаель Васкес
Луїс Ісмаель Васкес (ісп. Luis Ismael Vázquez, нар. 24 квітня 2001, Рекрео, Аргентина) — аргентинський футболіст, нападник бельгійського «Андерлехта».

## Ігрова кар'єра
Луїс Васкес є вихованцем аргентинського клубу «Патронато», з яким в жовтні 2018 року підписав свій перший професійний контракт. В основі команди нападник провів лише одну гру і в 2019 році перейшов до клубу «Бока Хуніорс», де на перший час приєднався до молодіжної команди. 27 грудня 2020 року в поєдинку проти «Уракан» Васкес провів першу гру на професійному рівні в складі «Бока Хуніорс».
В квітні 2021 року Васкес продовжив контракт з клубом до грудня 2025 року. Після цього Васкес брав участь також у матчах Кубку Лібертадорес. 21 серпня 2021 року у матчі чемпіонату проти свого колишнього клубу «Патронато» Васкес забив перший гол в матчах за «Боку». 
В липні 2023 року Луїс Васкес перебрався до Європи, де приєднався до бельгійського клубу «Андерлехт», з яким підписав контракт до червня 2028 року. В складі бельгійського клубу нападник відзначався забитими голами у матчах основного етапу Ліги Європи.

## Особисте життя
Луїс Васкес є фанатом Роберта Левандовського.

## Досягнення
Бока Хуніорс
 Чемпіон Аргентини: 2022
 Переможець Кубка Аргентини: 2020
 Переможець Суперкубка Аргентини: 2022
Андерлехт
- Фіналіст Кубка Бельгії: 2024/25